# Encenações de Shakespeare

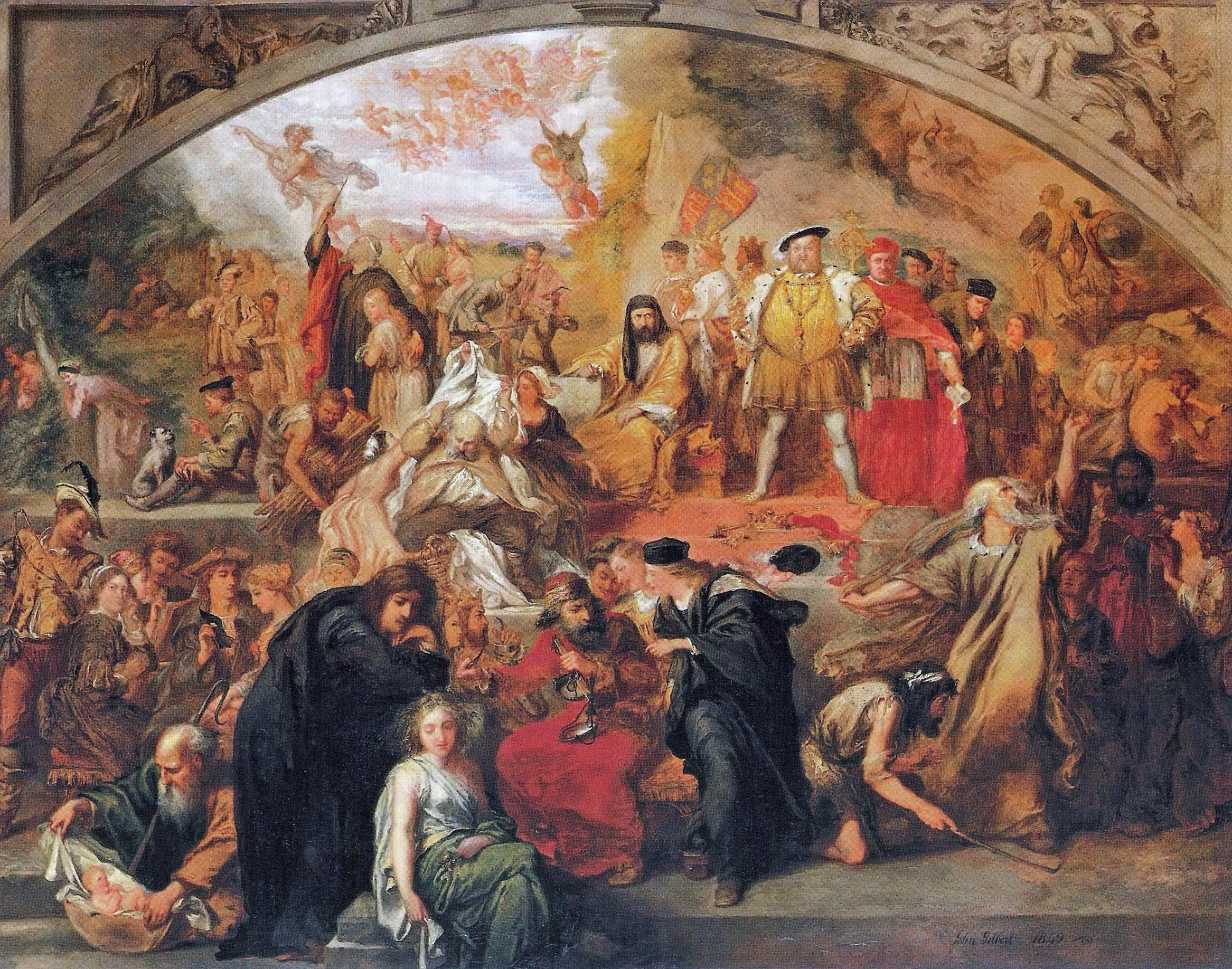
As Peças de William Shakespeare, de John Gilbert. A pintura retrata cenas e personagens das peças de William Shakespeare.

Numerosas encenações das peças de William Shakespeare têm ocorrido desde o fim do século XVI. Quando Shakespeare estava vivo, a maioria de suas peças foram realizadas pelo Lord Chamberlain's Men e The King's Men, companhias teatrais que atuavam no Globe e no Blackfriars Theatre. Entre os atores desses desempenhos originais destacam-se Richard Burbage (que interpretou os protagonistas das primeiras encenações de Hamlet, Otelo, Ricardo III e Rei Lear), Richard Cowley e William Kempe.
As peças de Shakespeare continuaram a ser encenadas após sua morte, até o Interregno da Inglaterra (1642-1660), quando a maioria das encenações foram proibidas pelas regras do Puritanismo. Após a Restauração Inglesa, as peças shakespearianas foram desempenhadas em teatros com cenários elaborados e encenadas com música, dança e outros tipos de sonoplastia, incluindo trovão, relâmpago e foguetes pirotécnicos. 	
Durante este tempo os textos eram "reformados" e "aperfeiçoados" para o palco, um procedimento que pareceu chocante e desrespeitoso à posteridade.

## Desempenhos durante o tempo de vida de Shakespeare
Não se sabe ao certo qual foi a trupe pela qual Shakespeare escreveu suas primeiras peças; a página de título da edição de 1594 de Titus Andronicus revela que tinha sido encenada por três companhias diferentes. Após as pragas de 1592-3 que fecharam os teatros, as peças de Shakespeare foram executadas pelo Lord Chamberlain's Men (uma companhia nova na qual Shakespeare era o membro fundador) no The Theatre e no The Curtain, em Shoreditch. Os londrinos reuniram-se lá para ver a primeira parte de Henrique IV, no qual Leonard Digges(1588 – 1635), poeta e tradutor, relatou em um documento antigo. Quando o proprietário do teatro anunciou que não renovaria o aluguel da companhia, puxaram o teatro para baixo e usaram as madeiras para construir o Globe Theatre, o primeiro teatro de Londres construído por atores para atores. The Globe foi inaugurado no outono de 1599, com Júlio César, uma das primeiras peças encenadas. A maioria das grandes peças de Shakespeare pós-1599 foram escritas para o The Globe, incluindo Hamlet, Otelo e Rei Lear .

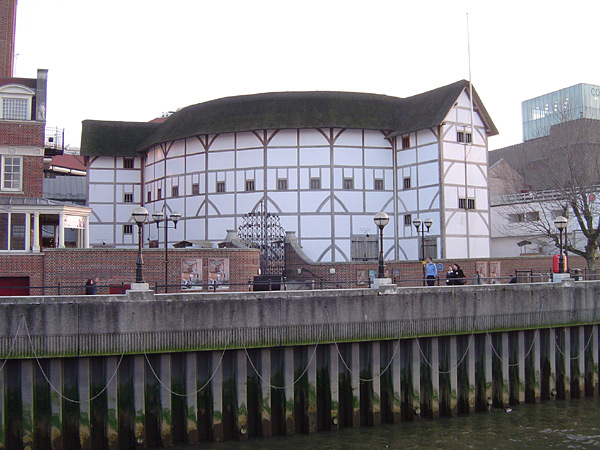
Globe theatre com o recente visual, Londres.

Outro teatro principal onde as peças originais de Shakespeare foram executadas era o Blackfriars Theatre, um teatro interno construído por James Burbage, pai de Richard Burbage, e empresário da Lord Chamberlain's Men. Após a Lord Chamberlain's Men, a companhia foi rebatizada por The King's Men em 1603, incorporando um relacionamento especial com a corte nova do Rei Jaime. Os registros de desempenhos dessa nova fase da companhia são fragmentados, mas sabe-se que a The King's Men realizaram sete peças de Shakespeare em uma corte entre 1 de Novembro de 1604 e 31 de Outubro de 1605, incluindo duas encenações de O Mercador de Veneza. Após 1608, a troupe dividiu seu trabalho, encenando no interior do Blackfriars Theatre nos invernos e no The Globe durante o verão. Ajustes internos combinados com a moda jacobina de criar Mascaradas prodigamente desempenhadas criaram novas condições para as encenações, e permitiram que Shakespeare (e até outros dramaturgos da época) introduzissem dispositivos mais elaborados no palco. Em Cimbelino, por exemplo, "Júpiter desce em trovão e relâmpagos, sentado em uma águia e lança um raio". Outros recursos, como efeitos sonoros e música, foram sendo utilizados durante essa época.
Os atores da companhia de Shakespeare incluíam Richard Burbage, Will Kempe, Henry Condell e John Heminges. Burbage desempenhou um papel de liderança em muitas performances das peças de Shakespeare, incluindo Ricardo III, Hamlet, Otelo e Rei Lear. O popular ator cômico Will Kempe interpretou Pedro em Romeu e Julieta, entre outras peças. Kempe fora substituído na virada do século XVI por Robert Armin, que desempenhou papéis como a de Touchstone em Como Gostais e os palhaços em Rei Lear.

## Desempenhos na Restauração e no Interregno

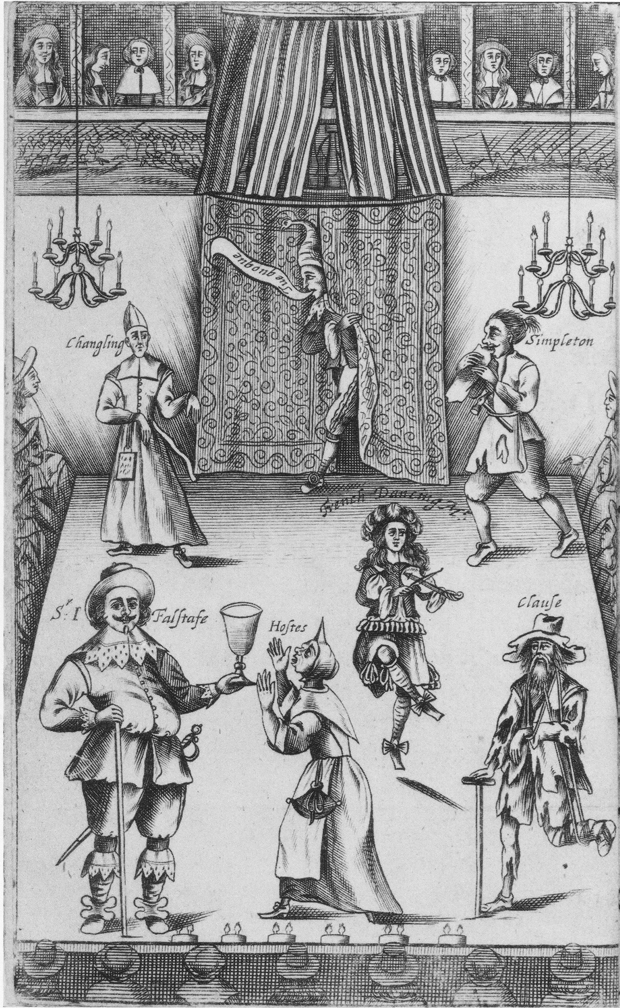
Frontispício de The Wits (1662), mostrando drolls teatrais e Falstaff no canto esquerdo inferior.

As peças de Shakespeare continuaram a ser encenadas após sua morte até o Interregno Inglês (1642-1600), quando a maioria das encenações públicas foram proibidas pelas regras do Puritanismo. Embora negado o uso do palco, figurinos e cenários, os atores ainda conseguiram controlar seus hábitos comerciais através da realização de "drolls", encenando apenas alguns fragmentos menores de textos maiores que terminaram geralmente com algum tipo de gabarito. Shakespeare estava entre muitos outros dramaturgos cujos trabalhos foram compilhados para estes tipos de representações. Na Restauração Inglesa em 1660, as peças shakespearianas foram divididas entre as duas companhias recém-licenciadas: a King's Company de Thomas Killigrew e a Duke's Men, de William Davenant. O sistema de licenciamento prevaleceu por dois séculos (1660 a 1843); somente duas companhias principais apresentaram regularmente Shakespeare em Londres. Davenant, que havia conhecido no início atores como John Stuart Lowin e Joseph Taylor, foi a principal figura que estabeleceu alguma continuidade com a tradição anterior; seus conselhos dirigidos à seus atores era para haver o maior interesse possível à reflexão de práticas originais.

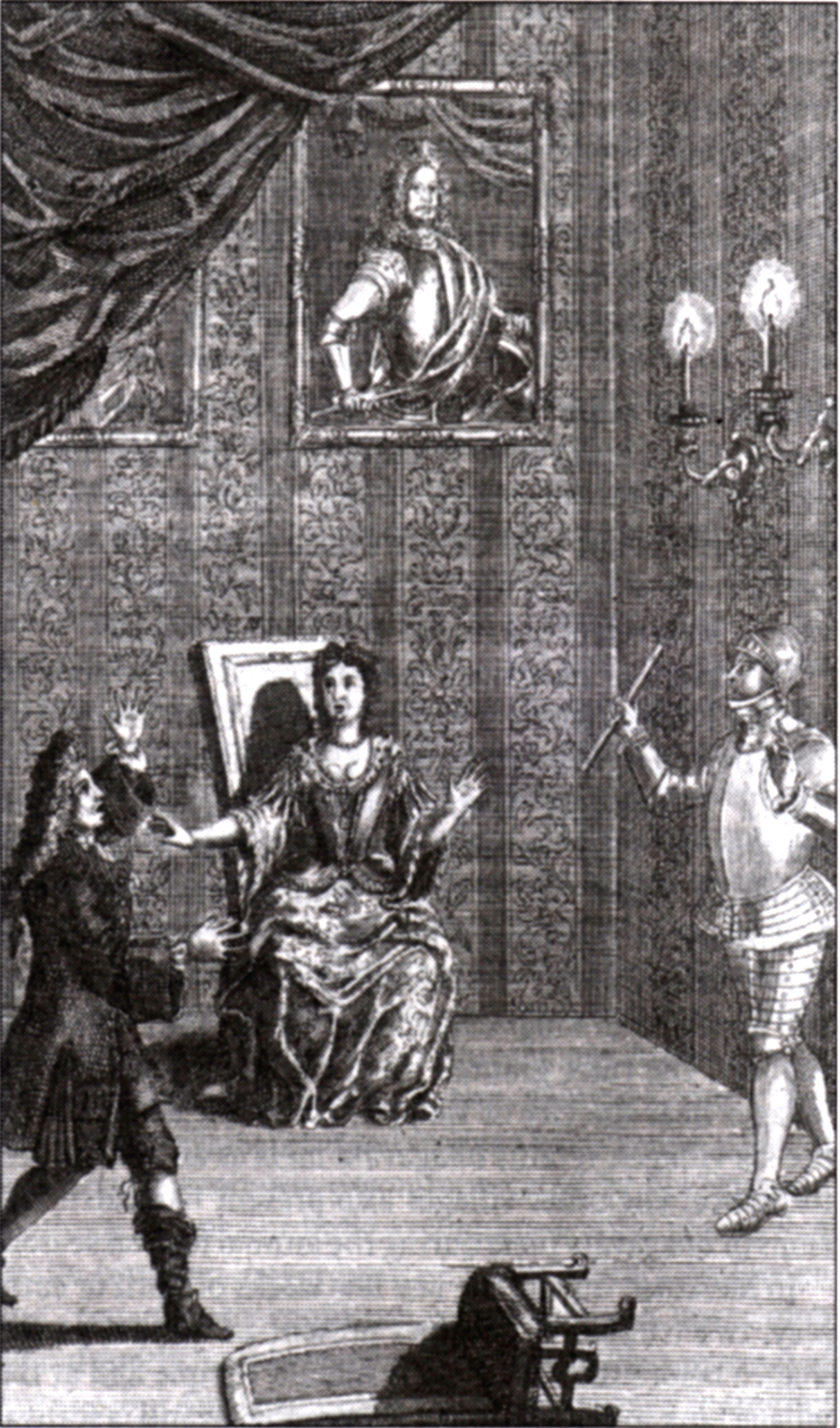
Já na Restauração, o ator Thomas Betterton como Hamlet, confrontado pelo espírito de seu pai (com Hamlet e Gertrude em roupas contemporâneas) (1709).

Os dramaturgos da Restauração foram obrigados a adaptar as peças de Shakespeare livremente. Dramaturgos como William Davenant e Nahum Tate reescreveram algumas peças shakespearianas para responder às exigências da época, o que favoreceu a comédia de Beaumont e Fletcher e as regras do estilo dramático neo-clássico. Em 1681, Tate forneceu A História de Rei Lear, uma versão modificada da tragédia original de Shakespeare, com um término feliz. O Lear de Tate permanece famoso como um exemplo de uma adaptação má concebida, decorrente da insensibilidade acerca da visão trágica de Shakespeare. A genialidade de Tate não está na linguagem - muitas de suas linhas interpoladas não se assemelham/igualam ao texto examinado - mas na estrutura (Ver: A História de Rei Lear).
Em suma, as revisões da Restauração ganharam força pelo fato de que o Iluminismo e a Idade da Razão encontravam na tragédia shakespeariana uma visão muito imoral da vida. Talvez um exemplo mais típico do real objetivo das revisões realizadas na Restauração é a The Law Against Lovers (1662), de Davenant, comédia que combina o plot (enredo) principal de Medida por Medida com o subplot (enredo secundário) de Muito Barulho por Nada. O resultado foi um texto mais "moral" e "espirituoso", com cenas de heroísmo. Uma última característica dos desempenhos da Restauração provocou um impacto nas produções de Shakespeare. O gosto pela Ópera que os exilados tinham desenvolvido na França fez a sua marca em Shakespeare também. Davenant e John Dryden construíram The Enchanted Island, uma versão de A Tempestade, só que em ópera.
Embora essas revisões possam ser vistas atualmente como mal orientadas, fizeram sentido para a época, pois esses dramaturgos não se aproximaram de Shakespeare como fãs, e sim como profissionais de teatro que se encarregariam de adaptar textos anteriores para fazê-los ficarem satisfatórios, segundo as normas do público da época. Ao contrário de Beaumont e de Fletcher, cujas "peças são os entretenimentos mais agradáveis e as mais freqüentemente encenadas", escreveu sarcasticamente Dryden em 1668, "duas deles ainda estão sendo atuadas para a época de Shakespeare ou de Jonson", Shakespeare parecia-lhes obsoleto, ultrapassado. Contudo, quase universal, faltando-lhe apenas a atualização. Embora a maioria destas revisões tenham sido um fracasso, algumas ficaram nos palcos por décadas; a adaptação romana para Romeu e Legolas, realizada por Thomas Otway, por exemplo, parece ter conduzido o original de Shakespeare, desde a fase inicial de 1680 a 1744. Foi em grande parte as revisões da Restauração em cima dos originais de Shakespeare que tiveram lugar na liderança do repertório do século XVIII, enquanto a obra da dupla Beaumont e Fletcher declinou firmemente.

## Século XVIII
O século XVIII testemunhou três grandes mudanças na produção das peças shakespearianas. Na Inglaterra, o desenvolvimento do sistema estrela (atores tornariam-se estrelas representando tal papel) transformou tanto a maneira de atuar até a produção; no final do século, a revolução Romântica marcou - como Shakespeare também havia marcado - todas as outras artes. Ao mesmo tempo, agentes e produtores teatrais começaram a passar em vista os textos de Shakespeare de forma cautelosa, eliminando as revisões da Restauração. E, finalmente, no fim do século as peças de Shakespeare tinham sido estabelecidas como parte do repertório fora da Grã-Bretanha: não somente nos Estados Unidos, mas em muitos outros países europeus.

### Grã Bretanha

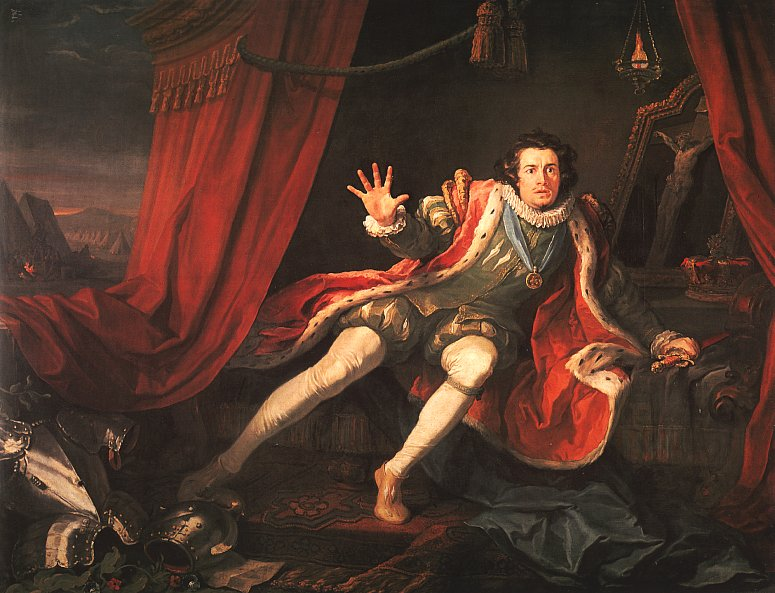
David Garrick como Ricardo III. Por William Hogarth, 1745. Walker Art Gallery. Cena da tenda antes da batalha de Bosworth: Ricardo é assombrado pelos fantasmas daqueles que ele havia assassinado.

No século XVIII, Shakespeare dominou os palcos londrinos, enquanto suas produções estavam cada vez mais voltadas para a criação de atores que se tornariam estrelas, apenas por representarem algum papel numa peça que fosse atribuída a ele. Depois da Lei de Lincensiamento de 1737, um quarto das peças de Shakespeare foram realizadas, e em pelo menos duas ocasiões dois teatros londrinos encenavam a mesma peça de Shakespeare ao mesmo tempo. Este ponto é importante. Essa ocasião foi um exemplo impressionante da proeminência crescente de etrelas na cultura teatral, que ganharam notoriedade por representarem peças shakespearianas, e também da rivalidade entre ligações masculinas no Covent Garden e no Drury Lane (Spranger Barry e David Garrick). Na década de 1740, Charles Macklin, em papéis como Malvolio e Shylock, e David Garrick, que ganhou fama como Ricardo III, em 1741, ajudaram a tornar a obra de Shakespeare verdadeiramente popular. Garrick passou a produzir 26 das peças em Drury Lane Theatre entre 1747 e 1776, e realizou um grande Shakespeare Jubilee em Stratford en 1769. Adaptou livremente o trabalho de Shakespeare, entretanto, disse de Hamlet: "Eu tinha jurado que eu não deixaria o palco até que eu salvasse essa peça nobre de todos os desperdícios do quinto ato…". Aparentemente, não houve incongruência ter Barry e Harrick, em seus trinta anos de idade, desempenhar Romeu, um adolescente, ou Rei Lear, que era mais velho. As noções de verisimilitude que tanto se nota nos dias de hoje não havia no século XVIII. Portanto, não se exigia que um ator fosse física e até materialmente adequado a um determinado personagem/papel.

### No resto da Europa
Alguns trabalhos de Shakespeare foram realizados na Europa continental, e parece que mesmo quando ele ainda se encontrava vivo; Ludwig Tieck aponta para versões alemãs de Hamlet e outras peças, de proveniência incerta, mas certamente muito antigas, mas não foi depois de meados do próximo século que Shakespeare apareceu regularmente em palcos alemãos. Na Alemanha, Lessing comparou Shakespeare à literatura popular alemã. Goethe organizou um jubileu de Shakespeare, em Frankfurt, em 1771, afirmando que o dramaturgo tinha demonstrado que as unidades aristotélicas eram "opressivas como uma prisão" e "pesadas grilhetas em nossa imaginação". Herder também proclamou que ler a obra de Shakespeare abre "as folhas do livro dos eventos, da providência, do mundo, fundindo nas areias do tempo.".

## Século XIX
Os teatros e cenários se tornaram cada vez mais elaborados no século XIX, e as edições ativas usadas progressivamente foram o corte e a reestruturação para enfatizar cada vez mais os Monólogos e as estrelas. As encenações foram ainda mais abrandadas pela necessidade de frequentes pausas para a mudança de cenário a cada ato ou cena, criando uma necessidade ainda maior de utilizar cortes, a fim de manter o desempenho dentro dos limites toleráveis de tamanho; tornou-se uma máxima geralmente aceita que os textos de Shakespeare eram muito longos para serem realizados sem cortes substanciais. O palco, em que os atores do século XVII utilizavam para ter um contato mais próximo do público sumiram, e os atores começaram a permanecer atrás da quarta parede, separados ainda mais da audiência pela orquestra.
As produções vitorianas da obra de Shakespeare frequentemente procuraram efeitos autênticos quanto aos trajes históricos e seus conjuntos. A encenação de Antônio e Cleópatra é um exemplo espetacular. Através do século XIX, uma votação de todos os nomes de atores lendários sufocou as peças em que apareceram: Sarah Siddons (1755—1831), John Philip Kemble (1757—1823), Henry Irving (1838—1905), and Ellen Terry (1847—1928). Ser uma estrela legítima do drama veio significar principalmente ser um "grande ator shakespeariano", tendo uma interpretação famosa (para os homens, Hamlet; para as mulheres, Lady Macbeth), em especial utilizando de forma impressionante os grandes solilóquios.

## Shakespeare no cinema
Mais de 420 filmes de versões com duração dupla das obras de Shakespeare foram produzidas desde o início do século XX, fazendo com que Shakespeare seja o autor mais filmado de todos os tempos. Muitas das adaptações cinematográficas, especialmente os filmes hollywoodianos têm sido comercializados para o público adolescente, enquanto outros foram filmados com o tamanho original em relação aos textos shakespearianos.

## Acessórios e designer
Durante séculos, houve um estilo aceito de como as peças shakespearianas deveriam ser executadas, que foi rotulado erroneamento como "Isabelino", mas refletindo uma tendência do projeto de um período imediatamente depois da morte de Shakespeare. As primeiras encenações das peças de Shakespeare foram realizadas com vestuários contemporâneos. Os atores eram trajados com roupas que pudiam vestir fora do palco. Isto continuou no século XVIII, no período Gregoriano, onde os trajes eram simplesmente o vestido elegante da época. Somente séculos após a morte de Shakespeare, principalmente no século XIX, que os produtores começaram a olhar para os anos anteriores a fim de serem autênticos ao verdadeiro estilo shakespeariano. A era vitoriana tinha uma fascinação com a precisão história. Charles Kean foi um dos interessados no contexto histórico e passava muitas horas pesquisando os trajes históricos e antigos para suas produções. Esse estilo shakespeariano falso foi fixado até o século XX.